# Крвава бајка (песма)
Крвава бајка је најпознатија песма Десанке Максимовић. Она је лирска родољубива песма, а уједно је и елегија. Ова песма описује масакр над недужним српским становништвом у Крагујевцу, 21. октобра 1941. године од стране немачких окупатора. Крагујевачки масакр је један од највећих злочина на територији Србије у Другом светском рату, где су животе изгубили сељаци, ученици и професори.

## Анализа песме
Песма Крвава бајка се састоји од седам строфа. Прва, трећа и пета строфа се понављају и оне сачињавају рефрен. Ове строфе се разликују само по преласку из мученичке у јуначку смрт, јер ученици самовољно одлазећи на стрељалиште постају јунаци. Њихова смрт није била узалудна, они су погинули као јунаци и увек ће бити памћени као јунаци.
Назив ове песме је веома необичан. Она је име Крвава бајка добила зато што је такав злочин незамислив, скоро невероватан, али ипак се догодио.
У овој песми је изражено доста осећања, тако да нити један читалац, а ни слушалац, не може да издржи, него заплаче.

## Тема
Тема песме Крвава бајка заснована је на истинитом догађају, Крагујевачком масакру, у коме су немачки окупатори убили на хиљаде људи, међу којима су били и ђаци Крагујевачке гимназије. То је била освета за убиство неколицине њихових војника.

## Мотив
Мотив ове песме је нељудски чин немачких војника према недужним грађанима Крагујевца. 